# Sidney Spence Culbert
Sidney Spence Culbert (Miles City, 14 maggio 1913 – 28 ottobre 2003) è stato un esperantista e psicologo statunitense.
Nato a Miles City nel Montana (USA), Culbert si trasferì a Tacoma, Washington con la sua famiglia nel 1923 e visse a Tacoma e Seattle per la maggior parte della propria vita.
Fece varie ricerche per trovare il numero di parlanti di varie lingue del mondo, e contribuì alla sezione dell'Annuario Mondiale dei fatti (Almanac World Book of Fact). Come professore associato di psicologia all'Università di Washington (Seattle) per gran parte della sua carriera accademica, oltre alla sua ricerca nelle popolazioni dei parlanti delle lingue diede contributi significativi agli studi sulla percezione, contributi che sono stati influenti nella progettazione dell'aereo a reazione Boeing 707.
Prima di ricevere il dottorato ed accettare la cattedra, Culbert ha lavorato per alcuni anni come ingegnere nella Compagnia Boeing. Durante la sua permanenza all'Università di Washington fu attivamente coinvolto nella creazione del Dipartimento Linguistico, ma scelse di rimanere nel Dipartimento di Psicologia poiché il centro della sua ricerca linguistica, includendo temi di percezione era nel campo della psicolinguistica, che allora era visto più come materia di psicologia che di linguistica.

## Fonti
- Risultati e metodi di ricerca per la stima dei parlanti di esperanto, su panix.com.
- Articolo a memoria di Sidney Culbert e della moglie Ruth, su seattlepi.com.